# Beatrycze Aragońska
Beatrycze Aragońska (ur. 14 listopada 1457 w Castel Nuovo w Neapolu, zm. 23 września 1508 na wyspie Ischia) – królowa węgierska, córka króla neapolitańskiego Ferdynanda I i Izabelli Claromonte.
W 1476 została drugą lub trzecią żoną króla Węgier Macieja Korwina. Po jego śmierci w 1490 o tron węgierski zaczął ubiegać się król czeski Władysław Jagiellończyk. Beatrycze wyraziła zgodę na wybór Jagiellona, jednak pod warunkiem, że ten ją poślubi. 15 lipca 1490 doszło do elekcji Władysława, jednak król nie chciał dotrzymać obietnicy zawarcia małżeństwa z nią. W końcu 4 października 1490 na zamku w Budzie Władysław potajemnie poślubił Beatrycze.
Po ślubie Beatrycze przeniosła się do Ostrzyhomia, gdzie wkrótce na jej zaproszenie przybył Władysław. Po wyjeździe Władysława w liście do ojca napisała, że małżeństwo zostało dokonane. W 1492 zwróciła się do papieża Innocentego VIII z prośbą o wzięcie jej pod opiekę, ponieważ król nie uznawał małżeństwa z nią. Przyczynami niechęci Władysława do żony były jej bezpłodność oraz pozostawanie w związku z Barbarą brandenburską, którą poślubił per procura w 1476.
7 kwietnia 1500 na mocy brewe Derivata in nos następca Innocentego, papież Aleksander VI unieważnił obydwa związki Władysława, z Barbarą i Beatrycze. Beatrycze musiała zapłacić 25 000 dukatów na poczet kosztów procesu unieważniającego małżeństwo. Po wyjeździe królowej do Włoch papież Juliusz II pisał do króla Władysława z prośbą o zwrócenie jej sum posagowych i rzeczy wyprawnych. Beatrycze zmarła bezpotomnie na wyspie Ischia, niedaleko Neapolu.